# 에두아르 샤반

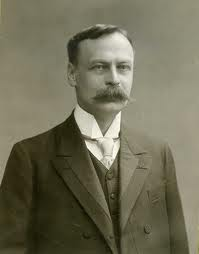
에두아르 샤반

에마뉘엘에두아르 샤반(프랑스어: Émmanuel-Édouard Chavannes, 중국식 이름 沙畹, 1865년 10월 5일 ~ 1918년 1월 29일)은 프랑스의 중국학자로 사마천의 사기를 번역한 일로 유명한데 이는 서구 언어로는 처음으로 번역된 것이었다. 샤반은 가장 영향력 있는 현대 중국학자들 중 한 명으로 여겨진다. 자는 자란(滋蘭), 호는 사성박사(獅城博士).

## 생애 및 경력
샤반은 학창 시절 당대의 대부분 학생들이 그랬듯 리옹의 학교에서 주로 라틴어와 고대 그리스어를 배우다가 파리의 명문 학교에 진학하여 그랑제콜 입학 시험을 준비했다. 이 시험에 합격하고 1885년 고등사범학교 문학과에 지원하여 3년간 공부했다. 고등사범학교에서 근무하던 고고학자 조르주 페로(Georges Perrot)는 그에게 졸업 이후 중국에 대해 공부할 것을 권했다. 샤반은 처음엔 자기의 교육적 배경과 비슷한 중국 철학을 공부할 것을 고민했으나 앙리 코르디에(Henry Cordier)의 조언으로 그는 당대에 서구에선 잘 연구되지 않은 중국사를 공부하기로 결정한다. 그는 콜레주 드 프랑스에서 고전 중국어를 배우기 시작했고 국립동양언어문화학원에서 현대 중국어를 배웠다. 실제 중국에서의 경험으로 공부하길 원하던 그는 자기의 인맥을 활용하여 1889년 1월 중국으로 떠났고 두 달 후 도착했다.
1891년에 잠시 프랑스로 돌아와 리옹의 유명한 검안사의 딸이었던 알리스 도르(Alice Dor)와 결혼했다. 둘 사이에서는 제1차 세계 대전 중 훌륭한 비행사가 된 페르낭 앙리 샤반(Fernand Henri Chavannes)과 두 딸을 낳는다. 샤반은 1893년까지 중국에 머물다가 프랑스로 와서 콜레주 드 프랑스에서 중국학과 교수가 되는데 이 자리는 1892년 11월 이후 공석이었다. 샤반이 중국어를 5년 밖에 공부하지 못했지만 그의 능력은 학계에서 널리 알려져 있었다. 학술 활동에 활발하게 참가한 그는 프랑스 학사원의 회원이기도 했고 기타 수많은 학회의 명예 회원이었다.